# Kerstin Johannesson

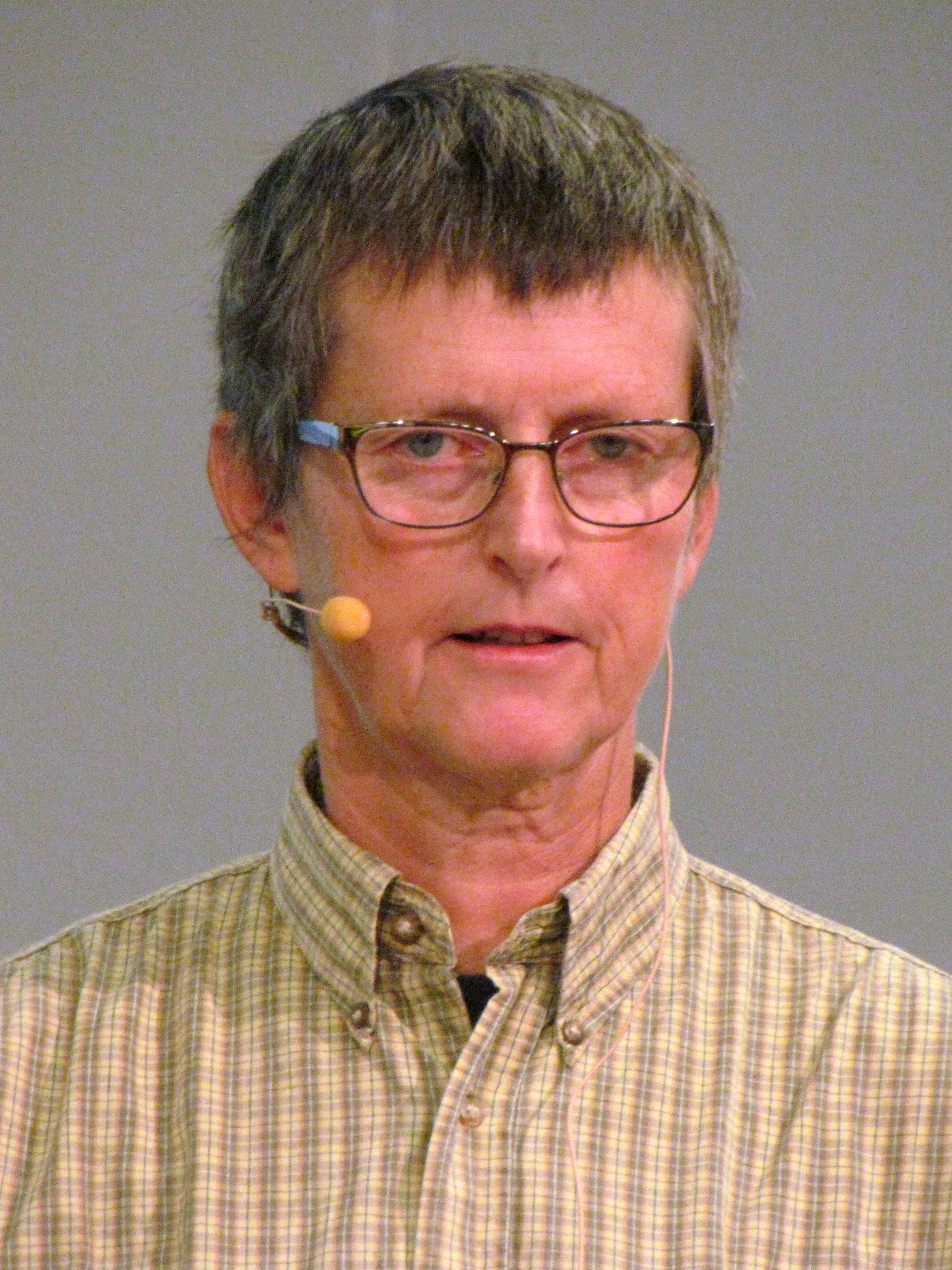
Kerstin Johannesson 2011.

Kerstin Johannesson tidigare Janson, född 1955, är en svensk ekolog vars forskning är specialiserad på marin evolutionsbiologi. 

## Biografi
Johannesson disputerade 1986 vid Göteborgs universitet där hon 1999 blev professor i marin ekologi. 2000–2007 var hon föreståndare för Tjärnö marinbiologiska laboratorium (numera Sven Lovén centrum för marina vetenskaper).
Johannesson invaldes 2010 till ledamot av Kungliga Vetenskapsakademien och blev 2014 ledamot av Kungliga Vetenskaps- och Vitterhetssamhället i Göteborg.